# Championnat du Tchad féminin de football
Le championnat du Tchad féminin de football est une compétition tchadienne de football féminin.

## Palmarès
| Saison | Champion  | Vice-champion    |
| ------ | --------- | ---------------- |
| 2011   | N'Djamena | Moundou          |
| 2013   | CECUS     | Sarh             |
| 2014   | N'Djamena | Moundou          |
| 2019   | CECUS     | Retrouvailles FC |